# Шлюб у Стародавньому Римі

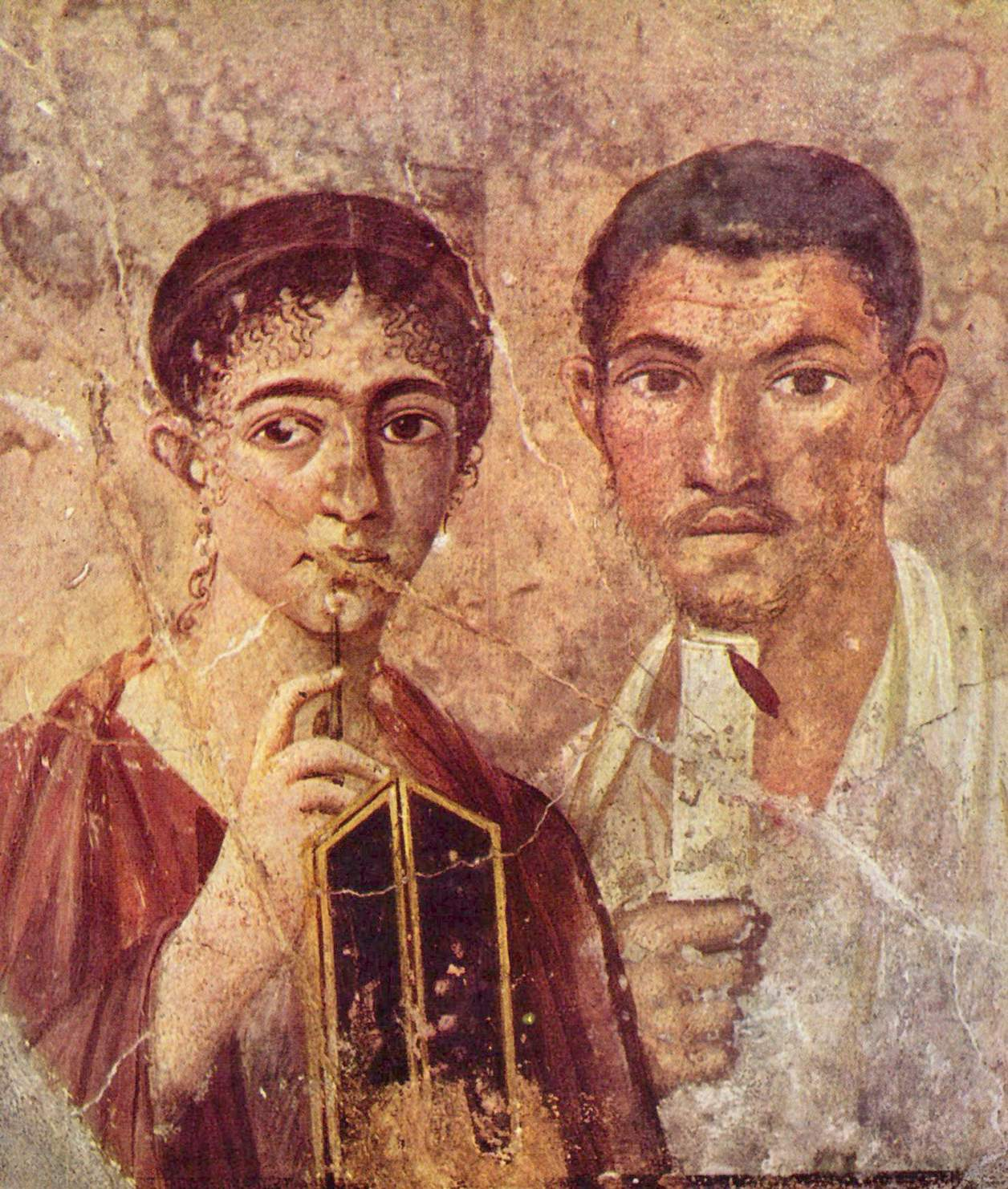
Портрет подружжя. Перша половина I століття, фреска з Помпей

Шлюб у Стародавньому Римі — священна справа і опора держави у стародавньому римському суспільстві.
Більшість шлюбів у багатьох заможних сім'ях Стародавнього Риму укладалися за розрахунком: для продовження роду (лат. matrimonium — «шлюб», від лат. mater — «мати»), для об'єднання володінь, для зміцнення політичних союзів. Серед бідного населення швидше за все також переважав розрахунок, проте не були винятком шлюби по любові.
Автори часів Римської імперії вважали республіку періодом розквіту римського шлюбу за те, що чоловіки суворо контролювали мораль дружин. Партнерство подружжя в сучасному розумінні вважалося не тільки непотрібним: у Стародавньому Римі вважали, що дружина повинна присвятити життя підтримці чоловіка й турботі про нього.

## Значення шлюбу
Якщо охочі укласти шлюб перебували під владою глави сім'ї (лат. Pater familias), їм потрібно було отримати його дозвіл. Шлюб також міг відбутися з ініціативи глави сім'ї, наприклад, з метою зміцнення політичного або торгового партнерства. Згода дітей була виразом «згоди до шлюбу» (лат. affectio maritalis), «рішення поєднати життя» і тісно пов'язана з шануванням одне одного як чоловіка та дружини (лат. honor maritalis). Юридичний характер шлюбу надавала моральна сторона — не формальна і не фізична. II титул XXIII книги Дігеста «De ritu nuptiarum» у зборах праць римських юристів відкривається словами Модестіна: «Шлюб є подружній союз чоловіка і дружини, спільність всього життя, єднання божого і людського права», що, на думку вчених, підходить лише до ранньоримського шлюбу.
У вільному шлюбі також був присутній сакральний елемент, і шлюбні обряди також іменувалися «священними». Римські юристи кінця республіки приділяли більшу увагу «людському», ніж «божественному» праву, а в Інституціях Юстиніана римське визначення шлюбу виглядає так: «Законний шлюб укладають між собою римські громадяни, які сходяться, слідуючи приписам законів».

### Мотиви для вступу в шлюб
Батьки займалися пошуками нареченого вже незабаром після народження дівчинки. Сенека писав про те, що батьки сімейства вибирали іноді невідповідних чоловіків, бо ретельніше вибирають худобу і рабів, а про всі недоліки дружини наречений дізнається лише на весіллі.
Однією з важливих причин для вступу в шлюб було укладення політичних альянсів. Так, відомі численні приклади таких союзів у першому столітті до н. е., в яких наречена виступала запорукою стабільності політичних об'єднань. Для чоловіка шлюб служив збереженню багатства і статусу та їх передачі законним спадкоємцям. Крім того, поки тривав шлюб, чоловік міг розпоряджатися грошовою складовою посагу дружини і очікувати від її сім'ї фінансування його кар'єри.
Не менш важливим було народження законних спадкоємців, які тим самим зберігали становище в суспільстві з покоління в покоління. Іноді батько нареченого посилав до нареченої повитух, щоб оглянути її і дізнатися, чи здатна вона до дітонародження.

### Передумови для вступу в шлюб
- Вік. Дівчата могли бути віддані до шлюбу з досягненням повноліття, тобто у віці 12 років (дівчина вважалася лат. viri potens — «у змозі приймати чоловіків»), хлопчики у 14 років (лат. pubes). Причинами рано видавати дочок до шлюбу були рання смертність жінок і дітей і нижча очікувана тривалість життя. Іноді дівчат до цього віку відводили в будинок жениха, однак обов'язки дружини наставали суворо за законом. На думку вчених, в дійсності дівчата вступали в шлюб у віці між 17-23 роками, а чоловіки одружувалися в середньому в 27—30 років. Один із сучасників імператора Траяна вважав, наприклад, рекомендований Гесіодом вік для вступу в шлюб (18 років), за «сьогоднішніми мірками», досить пізнім. Різниця у віці з дружиною іноді доходила до 30 років.
- Родинні зв'язки. Подружжя не повинні були складатися у родині. Шлюби, в яких чоловік і дружина були родичами до 4 коліна, вважалися інцестом і каралися смертною карою. Також були заборонені шлюби між прийомними дітьми і батьками. Протягом століть умова про родинні зв'язки між подружжям стала менш суворою: з I століття до н. е. був дозволений шлюб між двоюрідними братами та сестрами. Такий шлюб, укладений в 171 році до н. е., описує Тит Лівій. У III столітті н. е. було дозволено вступати в шлюб також дядькам і племінницям. Шлюб між братами і сестрами зустрічався в Римському Єгипті також серед простого населення, що для римлян було порушенням закону, але місцевими звичаями дозволялося.
- Згода. Для укладення шлюбу була потрібна згода батька родини. У ранній період Риму не була потрібна згода дітей, проте пізніше глава сім'ї не міг вплинути на рішення сина. Для заручин і шлюбу дочки, за словами Ульпіана, формально було потрібно отримати її згоду. Дівчина могла не погодитися на весілля тільки в тому випадку, якщо батько вибрав для неї недостойного (наприклад, за характером або поведінкою) або «заплямованого ганьбою» нареченого. Доросліші діти часто самі вибирали собі подружжя, а з введенням законів Августа діти могли звернутися до магістрату, якщо батько не давав дозволу на шлюб.
- Статус. Право укладати шлюб (лат. conubium) мали лише вільні римські громадяни. Шлюб був заборонений особам, що займали певні посади і мали певний статус: наприклад, опікуну і підопічним, магістратам провінцій під час виконання посади, солдатам та чужинцям, рабам.

### Посаг
Про посаг (лат. dos) батьки нареченого і нареченої зазвичай домовлялися під час заручин, однак угоди могли укладатися й після шлюбу. Посаг міг складатися з майна, грошей, дорогоцінних металів, дорогих тканин, прав, зобов'язань (наприклад, жінка, що вступала в шлюб зі своїм боржником, могла залишити йому цей борг як посаг).
Батько нареченої повинен був виплатити посаг протягом 3 років після весілля. Чоловік міг використовувати його під час шлюбу: «Посаг, будучи пов'язаним з шлюбом, служить його потребам і спільним дітям…». При розлученні чоловік був зобов'язаний виплатити весь посаг. Коли чоловік помирав першим, дружина також отримувала посаг назад, бо, як писав римський юрист Помпоній, «для держави важливо, щоб придане зберігалося для жінки, бо жінки повинні мати гроші, адже вони народжують дітей та поповнюють державу громадянами». Чоловік не мав права розпоряджатися особистим майном жінки. «Початковий посаг» — майно, дане батьком нареченої, поверталося батькові у разі смерті дочки «замість утіхи» (лат. solacii loco), «щоб, втративши дочку, він не страждав ще й від грошового збитку», посаг, даний матір'ю, залишався у чоловіка померлої жінки як «прийшле».
Звичай видавати дочок і сестер у шлюб без посагу здебільшого не тільки не вітався, але і засуджувався: «Та який скандал — дівчину видати без приданого». У багатому міському будинку влада дружини пояснюється, на думку вчених, роллю її посагу: принесені жінкою в будинок чоловіка кошти давали їй право вимагати уваги з боку чоловіка, що ті іноді розглядали як посягання на їх свободу. Так, один з героїв комедії Плавта зізнається, що, «взявши гроші, владу він продав за посаг…».

### Заручини
Весіллю могла передувати церемонія заручин (лат. sponsalia, від лат. spondere — «обіцяти»), на якій батьки домовлялися про майбутнє весілля. Цього звичаю дотримувалися насамперед у сім'ях вищого стану і в юридичному плані заручини були лише святом. Майбутній наречений вручав нареченій поряд з дарами на знак вірності залізний перстень (лат. anulus pronubus) без каменя (у пізніший час — золотий перстень). Його носила лише наречена на безіменному пальці лівої руки, оскільки римляни вважали, що звідти йде судина до серця. Заручини за часів імперії скріплювалися ще й поцілунком. За часів пізньої республіки і Римської імперії свято із запрошеними гостями і подарунками було швидше звичайною справою і влаштовувалося, щоб зміцнити повагу в суспільстві. Заручини можна було в будь-який час розірвати словами: лат. conditione tua non utor — «твоєю пропозицією не скористаюся».
Вікових обмежень для заручин не існувало. За законом Августа, від покарань звільнялися заручені «холостяки», внаслідок чого багато чоловіків стали використовувати це для ухилення від шлюбу, влаштовуючи заручини із зовсім маленькими дітьми. Август постановив, що заручини вважаються недійсними, якщо весілля не відбулося через 2 роки після заручин.

## Весілля

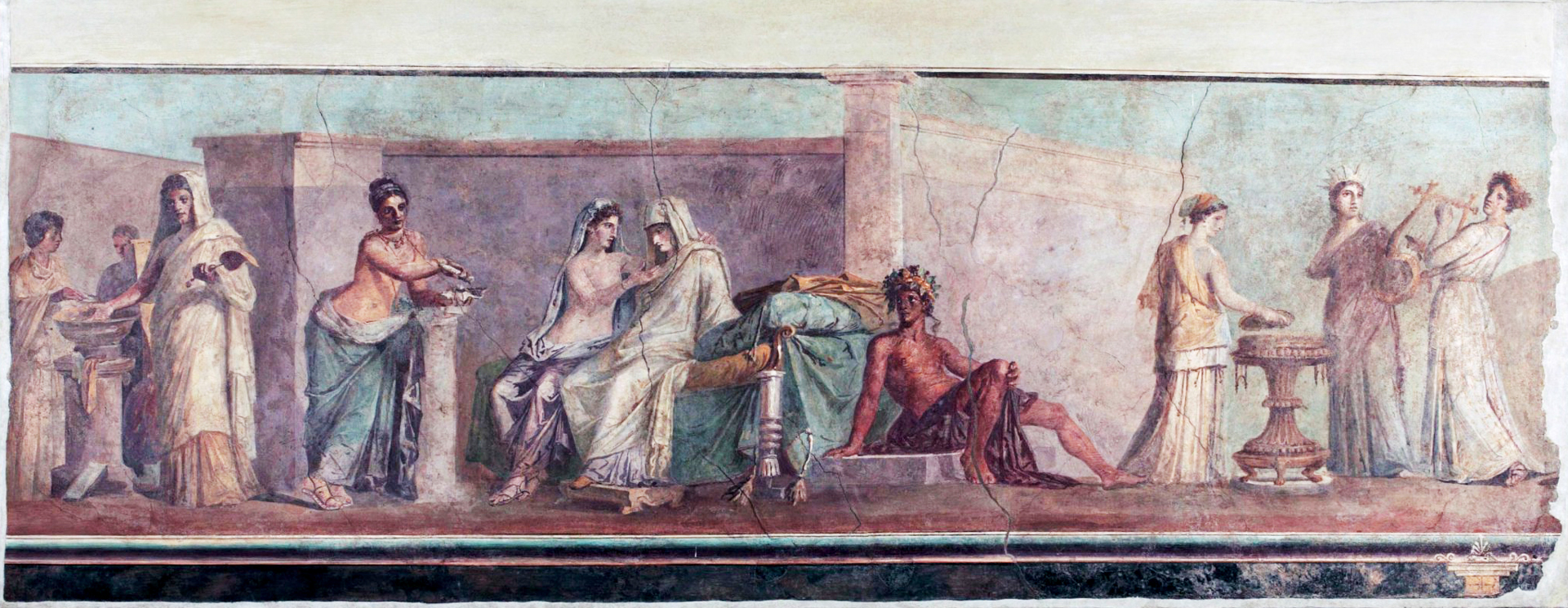
Антична римська фреска («Весілля Альдобрандіні», 20-10 р. до н. е.) з зображенням підготовлення до весілля. Сама Венера посвячує нараченну у тайни шлюбу..

Весілля було великим родинним святом, а для нареченої весілля було формальним «переходом» від дівчинки до жінки. З письмових джерел відомі звичаї підготовки і проведення весілля в вищих станах Стародавнього Риму, про традиції в сім'ях селян, торговців, ремісників точно нічого не відомо.

### Дата
Дата одруження вибиралася з урахуванням релігійних традицій і свят, вірувань у щасливі і нещасливі дні, тому ніколи не проходила у календи, перші дні кожного місяця, нони, 7-мі дні березня, травня, липня, жовтня та 5-ті дні решти місяців, іди, дні в середині місяця. Несприятливими вважалися весь березень, присвячений Марсу, богу війни, бо «воювати не пристало подружжю», травень, на який припадало свято лемуралії, і перша половина червня, зайнята роботами з наведення порядку і чистоти в храмі Вести. Дні поминання померлих, як дні печалі і трауру, також не підходили для весілля, як і дні, коли бував відкритий mundus — вхід в підземний світ: 24 серпня, 5 вересня і 8 жовтня. Сприятливою вважалася друга половина червня.

### Вбрання
Увечері перед весіллям дівчина жертвувала ларам свої старі іграшки та дитячий одяг, тим самим прощаючись з дитинством. Напередодні весілля нареченій пов'язували голову червоною хусткою і надягали на неї довгу пряму білу туніку з вовняним поясом (лат. tunica recta), що призначалася і для дня весілля. Пояс з овечої вовни (лат. cingillum) зав'язувався подвійним геркулесовим вузлом, який повинен був запобігти нещастю.
Волосся нареченої також напередодні ввечері укладалися наконечником списа (лат. caelibari hasta) в п'ять пасом. Використовувався саме наконечник списа, можливо, як символ будинку і сімейного права, або, тому, що матрони перебували під опікою Юнони Куріти, «яка іменувалася так від носіння нею списа, що в мові сабінів зветься curis або тому, що воно віщувало народження хоробрих чоловіків; або що в силу шлюбного права наречена передається під владу чоловіка, оскільки спис є і найкращий вид зброї, і символ вищої влади». Потім волосся скріплювалося вовняними нитками (лат. vittae) і збиралося в конусоподібну форму.
Весільне вбрання нареченої являло собою довгу сукню — паллу (лат. palla gelbeatica), яскраво-червоного кольору, що надягається на туніку. На голову накидали покривало вогняного, жовто-червоного кольору (лат. flammeum), трохи спускаючи його на обличчя, а з часів пізньої республіки надягали вінок з квітів (вербени й майорану, пізніше з квітів апельсинового дерева і мирта), зібраних самою нареченою. Взуття повинно було бути того ж кольору, що й flammeum. До прикрас належав перш за все браслет. Про особливе вбрання для жениха не збереглося відомостей, можливо, він одягав звичайну білу тогу й вінок (за грецькою традицією). Будинки нареченої і нареченого прикрашалися вінками, зеленими гілками, стрічками та кольоровими килимами.

### Церемонія
Вранці в день весілля процесія, яку очолювала розпорядниця (лат. pronuba), жінка, що служила нареченій прикладом, тому що лише один раз була в шлюбі, прямувала до храму або домашнього атріуму. Потім пару підводили до вівтаря, на якому в жертву приносили свиню (рідше вівцю або вола), щоб по нутрощах дізнатися у богів, чи буде шлюб щасливим. Якщо пророкування було вдалим, то той, хто проводив ауспіцію давав свою згоду на шлюб.
Потім підписувався шлюбний договір (лат. pacta dotalia), пара вимовляла «так» і обмінювалася обручками. На знак вірності і як символ дружнього і серцевого єднання (а не як скріплення договору) наречений і наречена подавали один одному праву руку (лат. dextrarum iunctio). Потім просили благословення у п'яти богів: у Юпітера як гаранта союзу, в Юнони як богині шлюбу, Венери як богині кохання, Фідес як уособлення вірності і Діани як богині-матері.
Після шлюбної церемонії починалося гучне гуляння (лат. cena nuptialis). Увечері після бенкету дівчина остаточно покидала своїх батьків: починалася церемонія «відведення» (лат. deductio) — проводи нареченої в будинок нареченого. Наречену «викрадали» в пам'ять про древні традиції: «робити вигляд, ніби дівчину викрадають з обіймів матері, а якщо матері немає, то найближчої родички».

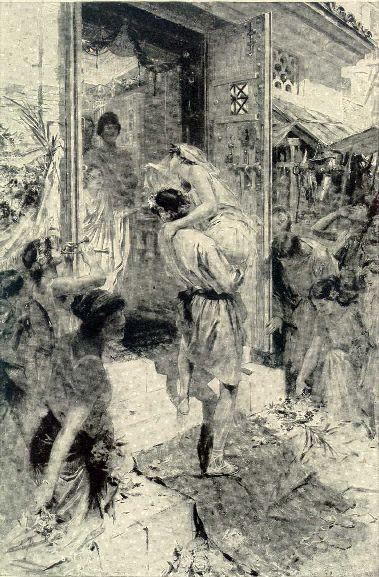
Весільна традиція: молодий переносить молоду через поріг свого дому

Потім пару відводили в будинок чоловіка у супроводі насмішкуватих, а також непристойних пісень (лат. versus Fescennini — так називалися, можливо, тому, що вважалося, що вони оберігають від чаклунства (лат. fascinum), пісень, гімнів, жартів. Також по дорозі кричали весільний вигук «Таласса», за словами римського історика Тита Лівія, звичай йде з часів викрадення сабінянок:
| «Одну з дівчат, найкрасивішу і привабливу, викрали, як розповідають, люди якогось Таласса, і багато запитували, кому її несуть, а ті, побоюючись насильства, раз у раз вигукували, що несуть її Таласса; звідси й походить цей весільний вигук.» |

Наречену вели за руки двоє хлопчиків, третій ніс перед нею смолоскип із тернини (лат. spina alba), який запалювали від вогню на вогнищі будинку нареченої. За нареченою несли прядку і веретено, як символи жіночих занять у будинку чоловіка. Перехожим роздавали (кидали) горіхи як символ родючості, які повинні були забезпечити новій сім'ї рясне потомство.
Чоловік переносив дружину через поріг нового будинку, щоб дружина не спіткнулася об нього, що вважалося поганим знаком. Після цього дружина обгортала одвірок шерстю і змащувала жиром (за словами Плінія Старшого, використовувався вовчий жир, як спогад про вовчицю, яка вигодувала Ромула і Рема) і маслом, що, можливо, мало відлякувати злих духів в першу ніч. Гості йшли і продовжували святкувати в іншому місці.
Дружину роздягали жінки, які лише одного разу були в шлюбі, і відводили до ліжка чоловіка. Чоловік зустрічав дружину з вогнем і водою (в основному, з смолоскипом та кубком з водою), дружина вимовляла слова: лат. Ubi tu Gaius, ego Gaia — «Де ти Гай, буду я, Гайя». Можливо, раніше ця формула означала, що жінка приймала ім'я чоловіка, або ставала як би частиною його. Спочатку фразу говорили після підписання шлюбного договору, пізніше лише в будинку чоловіка.
Дружину садовили на стілець навпроти дверей, потім ще раз вимовлялися молитви, цього разу божествам будинку. Потім дружина переймала вогонь і воду як два основних елементи домашнього господарства і давала за це три монети. Одну з них отримував чоловік, іншу залишали для домашніх лар на вівтарі, а третю залишали пізніше для компітальних лар на перехресті. У ліжку чоловік символічно розв'язував пояс на туніці, зав'язаний геркулесовим вузлом, щоб у нього було також багато дітей як у Геркулеса.
Наречені закликали в першу шлюбну ніч «на допомогу» Мутуна-Тутуна (грецький бог Пріап, на «фаллос якого є порада сісти нареченій») і богиню Пертунду, Венеру, бога Субіга («щоб вона підкорилася чоловікові») і богиню Премія («щоб, підкорившись, зберігала покірне положення»). Августин вважає, що при їх сприянні, «жінка, слабка статтю і на перших порах боязка, була позбавлена невинності». Тертуліан так волав до римлян: "Помилуйте ви богів, безстидники! Ніхто не присутній при ігрищах молодого подружжя. Лише самі наречені насолоджуються на ложах — і червоніють".

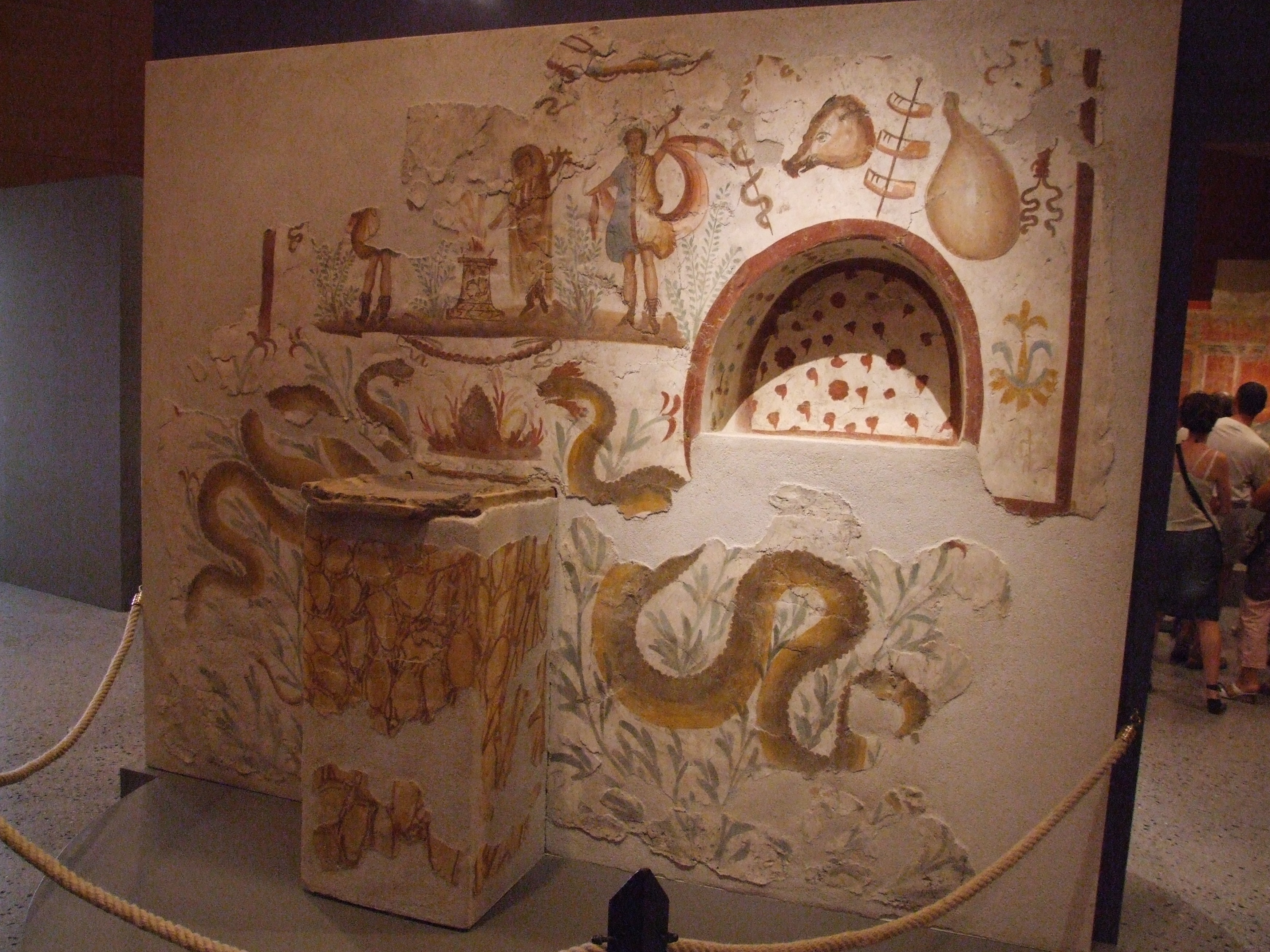
Ларарій з Помпеї. До родинних ларів зверталися також у зв'язку з одруженням

Наступного дня дружина з'являлася вперше в наряді матрони і ще раз приносила жертви ларам і пенатам, а також отримувала подарунки від чоловіка. Цього дня молода сім'я влаштовувала святкове застілля у себе вдома в колі близьких родичів і друзів (лат. repotia).

### Витрати
Розкіш весільних святкових бенкетів імператор Август намагався обмежити законодавчими заходами: витрати на весілля і подальше торжество не могли перевищувати 1000 сестерціїв. Сума занадто мала, тому цей закон, ймовірно, не виконувався. Сума збільшувалася ще й за рахунок того, що гостям в подяку за надану честь дому, підносили грошовий подарунок. Пари, які не бажали галасу і великих розтрат, воліли одружитися в сільській місцевості.

## Шлюбний договір
Шлюбний договір (лат. tabulae nuptiales) не був обов'язковим для укладення шлюбу, однак такий договір часто складався, оскільки він регулював питання, пов'язані з приданим і формальностями його виплати у випадку розлучення. Під час весілля договір зачитувався вголос, а потім десять свідків ставили свої печатки.
Шлюбний контракт складався на табличках, жодної з яких не збереглося. Збереглося кілька шлюбних договорів (з Єгипту, I століття н. е.), що являють собою аркуші папірусу, на яких вказані всі прикраси та одягу нареченої, що складали її придане.

## Ухилення від шлюбу і закони Августа
Занепад сімейних чеснот і руйнівна розкіш римських дам знижували в чоловіках схильність до сімейного життя. Число неодружених і бездітних серед знаті і навіть у середньому стані швидко збільшувалася, а разом з ним знижувалося число дітей. До кінця римської республіки положення настільки погіршився, що Август (лат. Lex Iulia) і наступні імператори намагалися змінити ситуацію шляхом прийняття законів, що обмежували громадянські права неодружених громадян (санкції у разі безшлюбності могли пошкодити cursus honorum і політичній кар'єрі) та надавали деякі привілеї одруженим громадянам, переважно багатодітним.
Спочатку сенат не погоджувався прийняти закон, тому Август зачитав слова цензора Квінта Метелла Македонського, який близько століття до того також намагався підвищити народжуваність і говорив про жінок як про «неминуче зло», без якого не може існувати держава. У сенаті вибухнули суперечки про жіночу розбещеність як одну з причин небажання вступати шлюб і моральну поведінку самих сенаторів. Все ж таки закон, спрямований на зміцнення шлюбу і сім'ї в станах вершників і сенаторів, було прийнято. Тим самим, вперше в римській історії імператор позбавив главу сім'ї традиційної влади і поставив шлюб під захист держави.
Закони імператора Августа про шлюб передбачали, що чоловік був зобов'язаний одружитися між 25-60 роками, а жінки — між 20-50 роками. У разі порушення закону вони не мали права спадку, відлучалися від громадських ігор і свят (останній пункт скасував сам Август в 12 році до н. е.).
Громадянам також наголошувалось на потребі мати дітей. За законом про безшлюбності й бездітності жінки, які не мали дітей і яким виповнилося 20 років, каралися штрафом, чоловіки платили штраф за бездітність після досягнення 25 років. Після народження третьої дитини жінка більше не платила податків з особистого майна відповідно до закону трьох дітей (лат. ius trium liberorum) і звільнялася від влади чоловіка.

## Види шлюбів

### Шлюб «cum manu»
Спочатку домінувала форма шлюбу лат. cum manu — «з рукою», що означало, що жінка, покидаючи рідний дім, ішла з-під влади глави своєї сім'ї, лат. pater familias, і потрапляла під владу (лат. patria potestas) чоловіка або глави сім'ї чоловіка. Жінка при цьому не могла розпоряджатися приданим і принесеним багатством. Однак, на відміну від афінських жінок, римська Матрона була значно самостійніша і користувалася великою повагою. Вона могла брати участь у святкових обідах, ходити в театр і на ігри, в терми, мала доступ до мистецтва, освіти і науки.
До цієї форми шлюбу належали наступні ритуали:
- конфарреація (лат. confarreatio) — урочистий ритуал, що проводився в основному в сім'ях патриціїв. Обряд здійснювали головний жрець (Pontifex Maximus) і Фламін Юпітера (лат. flamen Dialis): зачитувалися прохання до богів, в жертву приносився хліб з полбяного борошна (лат. far — «жито», звідси назва ритуалу). В ході церемонії в жертву Церері і Теллусу приносилися також вівця і фрукти. Обов'язковою була присутність десяти свідків. Встановлення цієї традиції Діонісій Галікарнаський приписував Ромулу. Шлюбна церемонія: молоді подають один одному праву руку

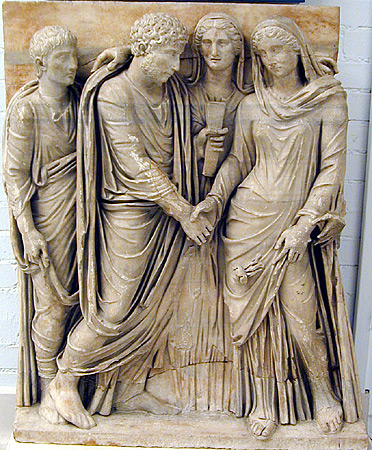
Шлюбна церемонія: молоді подають один одному праву руку

Пліній писав, що «Нічого не було священнішого, окрім шлюбу, укладеного таким чином». Наречена передавалася з рук батька в руки нареченого — це підкреслювало повну залежність римської патріціанії. Цей обряд не допускав розлучення — на важку процедуру розірвання шлюбу подібного вирішувалися тільки тоді, коли не залишалося ніякого іншого виходу. При укладанні інших видів шлюбу жінка отримувала більше прав і можливостей. З цих причин така форма шлюбу поступово вийшла з ужитку, і в 23 році н. е., за словами Тацита, не можна було знайти навіть трьох кандидатів на посаду жерця Юпітера, які повинні були походити від батьків, які поєднувалися шляхом конфарреації, і самі перебувати у шлюбі, укладеному таким же чином.
- coemptio («купівля») — при цьому ритуалі для простіших громадян і плебеїв часів початку республіки, дівчина в присутності п'яти свідків символічно «викуповувалася» нареченим у її батька за один ас, при цьому жінка ставала наче власністю чоловіка, причому "чоловік питав, чи хоче жінка стати матір'ю сімейства; вона відповідала, що хоче. Також і жінка питала, чи хоче чоловік стати батьком сімейства ". Ця форма шлюбу також зникла до середини I століття до н. е.
- При шлюбі у формі usus («за звичкою, давності»), жінка, яка прожила невідлучно в будинку свого фактичного чоловіка один рік, признавалася його законною дружиною, що перебувала в його manus. При цьому важливе значення мало саме вираження наміру стати чоловіком і дружиною, інакше таке спільне проживання вважалося конкубінатом. Така форма укладення шлюбу була особливо популярна у римлянок, тому що жінка дуже просто і законно могла звільнитися від панування свого чоловіка: їй варто було провести три ночі в році поза домом (лат. trinoctium). Шлюб в такій формі рідко укладався вже Цицерона, та законами Августа був формально скасований.

### Шлюб «sine manu»
У пізній період Римської республіки поширилася форма шлюбу лат. sine manu — «без руки», при якій дружина не перебувала під владою чоловіка (лат. sine in manum conventione) і залишалася у владі батька або опікуна. Коли шлюб sine manu витіснив всі інші форми, ця опіка стала втрачати своє значення. Так, вже в кінці республіки яким опікувався було достатньо поскаржитися на відлучки свого опікуна, котра тривала хоча б один день, і вона могла вибрати собі іншого за власним бажанням. За законами Августа, жінка, що мала трьох дітей, звільнялася від опіки. Про довічне перебування жінки під владою батька, чоловіка, опікуна Гай писав: «У старовину хотіли, щоб і повнолітні жінки перебували з причин свого легковажності під опікою». Фактично одружена жінка вже до кінця республіки користується у приватному житті такою же свободою, як і її чоловік: розпоряджається самостійно своїм майном, має волю подати на розлучення.

### Інші види шлюбу
• У фіктивний шлюб вступали, наприклад, бідні чоловіки за плату, і це, можливо, було нерідким випадком в Стародавньому Римі. Такий шлюб укладався, щоб уникнути законів про неодруженість і отримати необмежену свободу. Фіктивний шлюб згадується Сенекою в книзі про шлюб, а Тертуліан пише про терпіння «куплених мужів».
• Заочний шлюб. Вступити в шлюб жінка могла і під час відсутності нареченого, якщо за його листом або його посланцем буде відведена в будинок чоловіка. Одружитися з відсутньою нареченою було неможливо, бо для цього «необхідно введення (дружини) в будинок чоловіка, як би в шлюбне житло, а не (чоловіка) в будинок дружини». Заочний шлюб (так і не став фактичним) зобов'язував жінку оплакувати чоловіка, якщо той загине.
• Конкубінат (лат. concubinatus) зустрічався в заможних сім'ях вищого стану, а також в інших верствах населення. Так, жінки в сенаторського стану іноді жили в конкубінаті з вільновідпущеними чоловіками, оскільки в разі укладення шлюбу вона втрачала свій статус (з тієї ж причини сенатори жили з вільновідпущеними жінками в конкубінате). Таку форму «шлюбу» можна було зустріти серед солдатів, рабів, сенаторів і отримавших волю. Сенатор не міг зробити ту, хто отримав волю законною дружиною, що вважалося ганьбою і для нього, і для всієї його родини, однак відносини в конкубінаті не накладали на нього ніякої плями. Відомим прикладом стосунків була Аллія Потестас
До конкубінату були такі ж вимоги, як і до шлюбу: життя з одним партнером, дружина повинна бути вірна партнерові і також виконувати свої обов'язки. Конкубінат і поширений «шлюб рабів» (лат. contubernium), часто заохочувані господарями, визнавалися суспільством як форми співжиття.
Давньоримський юрист Марціана так писав про конкубінат:
| Знаходитися в конкубінаті може і та, що отримала волю іншого обличчя, і вільнонародженні, і, головним чином, така (жінка), місце народження якої невідомо або яка продавала своє тіло. Якщо ж хто-небудь волітиме мати конкубіною жінку чесного життя і вільнонароджену, то це не дозволяється без заяви перед свідками. Але необхідно або взяти цю жінку як дружину, або ж при відмові від цього вступити з нею у позашлюбний зв'язок |

У таких відносини римляни вступали також і за іншими сімейними обставинами, наприклад, у разі, якщо батько сімейства не хотів одружуватися вдруге, щоб не обмежувати права на спадкування дітей з першого шлюбу.

### Шлюб між різними класами
Спочатку шлюб між патриціями і плебеями був заборонений, він став можливим завдяки закону Канулея 445 року до н. е. Дружина з будинку патриціїв при цьому залишалася у владі свого батька, який мав право розірвати шлюб в будь-який час (правило проіснувало до II століття). Однак, такі шлюби не отримали широкого розповсюдження і стали швидше реальністю для багатих і шановних плебеїв.

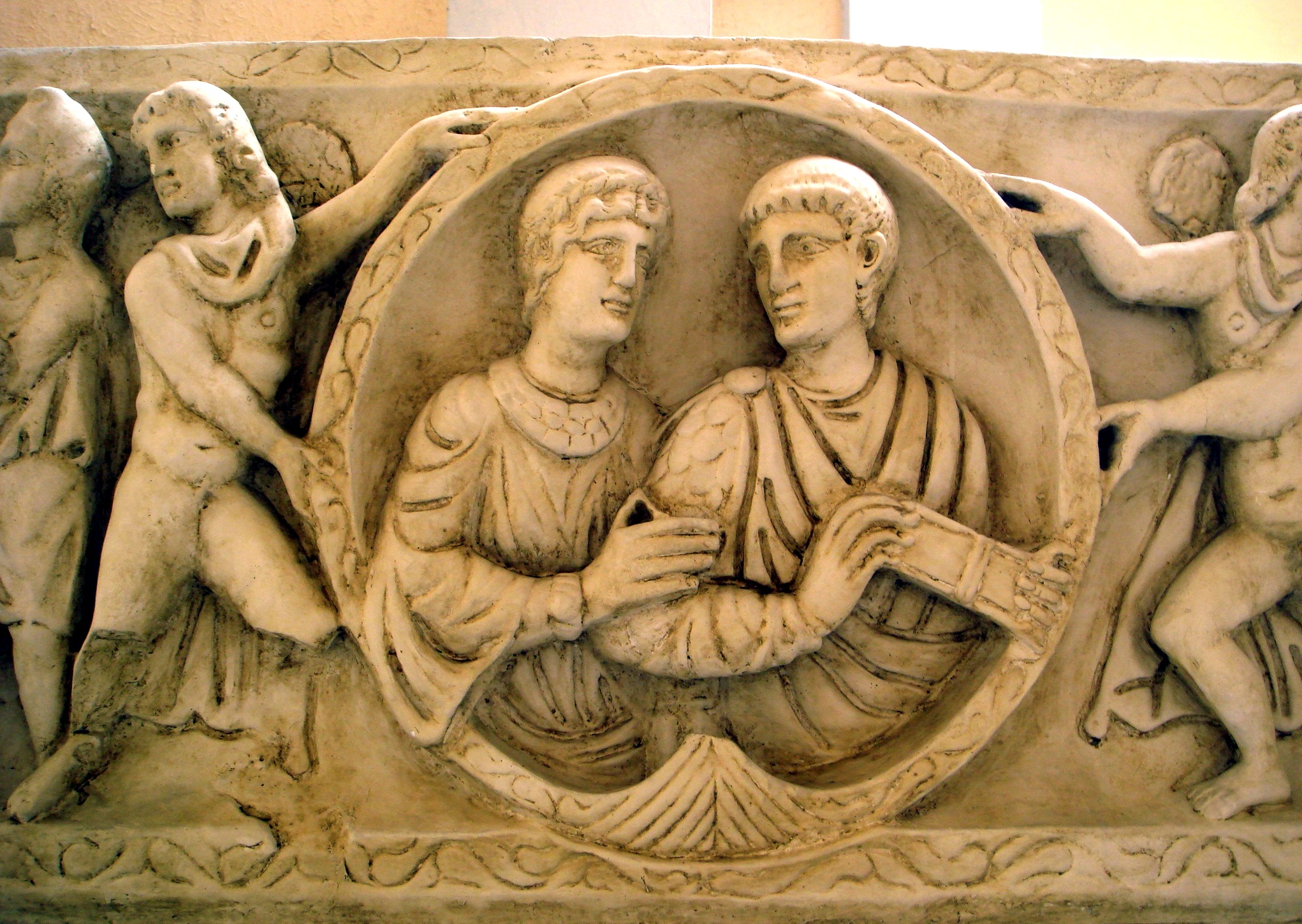
Рельєф саркофагу подружньої пари

Шлюб жінок інших станів з вільновідпущениками зустрічався рідше, ніж шлюб колишньої рабині і колишнього господаря. Встановлений одним із законів Августа заборону на те, щоб вольноотпущениця, пошлюблена з паном, могла розлучитися проти його волі, мав силу ще в праві Юстиніана.
З введенням законів Августа сенаторам (а з часів Марка Аврелія і до трьох поколінь нащадків сенатора) заборонялося одружуватися на вільновідпущениках/-цях, акторах чи акторках або їх дітях, повій, сутенерах або звідницях і їхніх колишніх рабах, засуджених злочинцях. З середини I століття н. е. рабам був дозволений шлюб, до цього раби просто жили разом у невизнаному законом союзі (лат. contubernium). Збереглося безліч свідчень таких шлюбів між рабами імператорів і вільними жінками.
Також шлюб між римськими вільними жінками і солдатами не вважався законним і формально був співжиттям, а діти з такого шлюбу — незаконнонародженими. Шлюб між «іноземцями» (не громадянами Риму) формально не заборонявся, але й не вітався. Імператор Траян дозволив ветеранам одружитися з дочками варварів, діти від таких шлюбів визнавалися закононародженими.

## Засвідчення шлюбу
Для шлюбного союзу не існувало спеціальних юридичних церемоній. Античні юристи розглядали шлюб як двосторонню згоду на шлюб та спільне проживання. Так, Модестін писав: «тривалий зв'язок вільної жінки слід розуміти не як конкубінат, але як шлюб, якщо тільки вона не промишляла своїм тілом».
Повинна була бути присутньою також схильність до шлюбу — лат. affectio maritalis, що означало що пара визнає один одного як чоловіка і дружину і відповідно поводиться. Інше важлива обставина: дружина повинна бути відведена в будинок чоловіка, і згідно з античним юристам, саме з цього моменту починався шлюб.
Також для того, щоб шлюб був визнаний законним, повинні були виконуватися умови (лат. conubium), зазначені в сімейному праві (див. розділ Передумови), досягнутий повнолітній вік і отримано згоду сторін.
Невизнання шлюбу тягло за собою два наслідки:
- Діти від нього вважалися не мають батька, і не перебувають у його владі;
- У разі припинення недозволеного шлюбу ніякі претензії з приводу приданого не приймалися.

## Розлучення
За часів республіки для розлучення були потрібні суттєві підстави, які обговорювалися на сімейній раді. Розлучення в період ранньої республіки зустрічалися рідко, а перший випадок датується 306 роком до н. е. у Валерія Максима (коли Луцій Анній розлучився з дружиною, за що цензорами був виключений з сенату) або 231 (або 227) роком до н. е. у Сервія Сульпіція (коли консул Спурій Карвілій за згодою цензорів розлучився з дружиною через її безпліддя).
До початку нашої ери розлучення стали зустрічатися все частіше. Жінки також розлучалися, проте в більшості випадків ініціатива виходила від чоловіків. Розлучення зустрічалися у вищому стані частіше, ніж у нижчих станах. Розлучення не були винятком і за часів імперії, незважаючи на закони імператора Августа. Найдавніше вимога про розлучення зустрічається в Законах XII таблиць: «наказав своїй дружині взяти належні їй речі і, віднявши ключ, вигнав».
Вже в II столітті розлучення перетворився на засіб позбавлення від набридливої дружини. Валерій Максим пише про наступні причини для «швидкого» розлучення: дружина вийшла на вулицю з непокритою головою (друге розлучення в Римі, Сульпіций Галл); дружина пішла в цирк, не запитавши дозволу чоловіка (третє розлучення в Римі, Публій Семпроній Соф); дружина зупинилася поговорити з вільновідпущеною, про яку йшла недобра слава.
| … Якийсь римлянин, розлучається з дружиною і чуючи осуд друзів, які твердили йому: «Хіба вона не цнотлива? Або не хороша собою? Або безплідна?», виставив вперед ногу, взуту в черевик, і сказав: «Хіба він не добрий? Або стоптаний? Але хто з вас знає, де він тисне мені ногу?» Справді, по більшій частині не значні або ті, які набули розголосу, проступки дружини позбавляють її чоловіка, але дрібні, приватні зіткнення, що виникають з непоступливості або просто від неподібності звичаїв, навіть якщо вони приховані від сторонніх очей, викликають непоправне відчуження, яке робить спільне життя неможливою. |

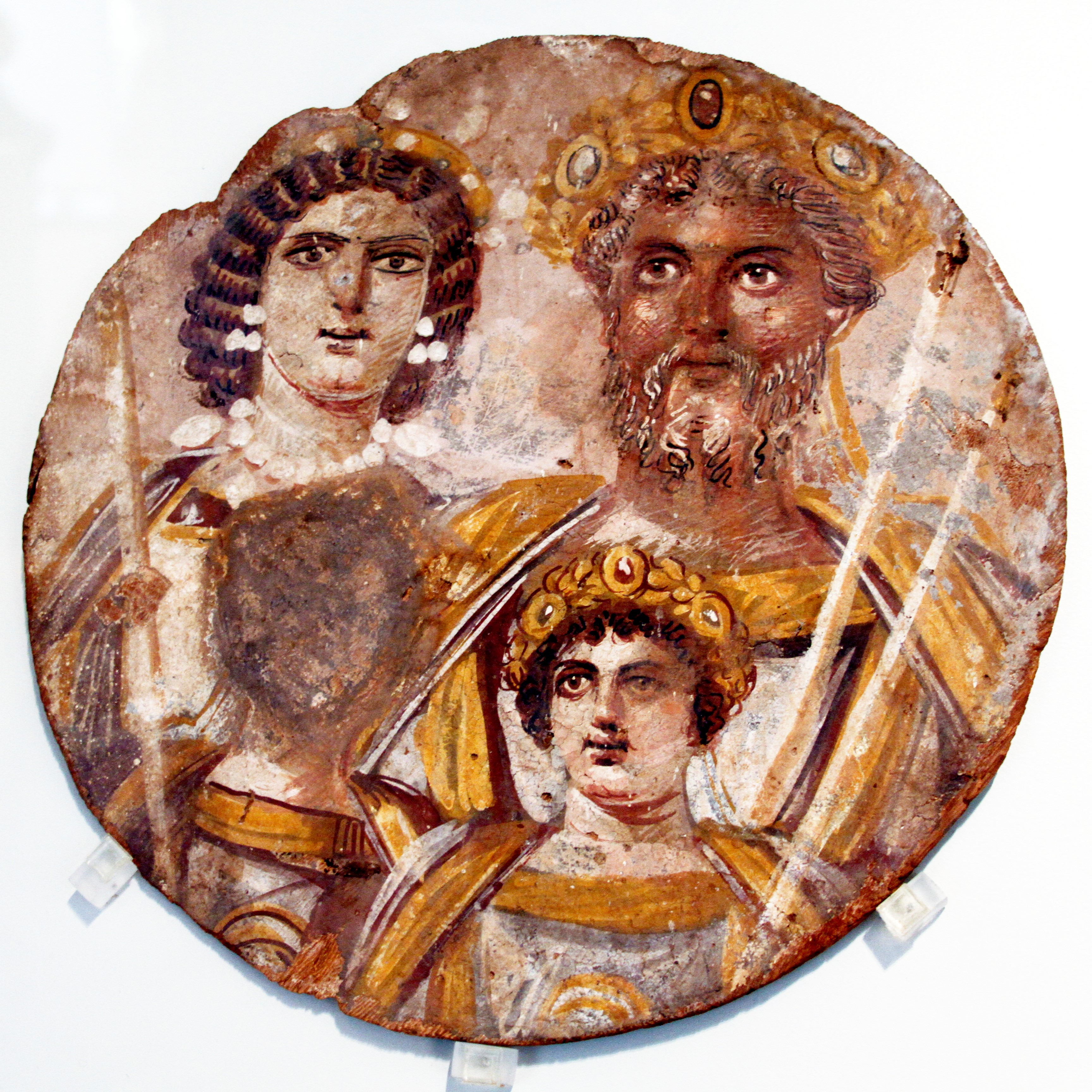
Сім'я імператора Септімія Севера.

При шлюбі sine manu жінки мали в своєму розпорядженні повну свободу розлучення. Розірвання шлюбу могло відбутися з двосторонньої згоди або з волі одного з подружжя, при цьому участь державних чиновників чи юристів не було обов'язковим. Можливими причинами для розлучення могли стати бездітність, негідну поведінку одного з подружжя або бажання жити з іншим партнером. Традиційна форма вираження бажання розлучитися звучала: «У мене є для тебе твої речі» (лат. tuas res tibi habeto) або «Піклуйся про свої справи» (лат. tuas res tibi agito) і виходила, можливо, з поняття шлюбу як майнового відносини. До таких «речей» також відносилося придане, яке чоловік повинен був повернути дружині в повному розмірі. Єдиним винятком був випадок, коли за наявності доказів зради дружини чоловік мав право (залежно від тяжкості ситуації) залишити собі все придане або його частину. При цьому чоловік, викритий у невірності, за законом ні в чому не «програвав».
Батько міг розлучити дочку з чоловіком, лише за Антоніна Пія було заборонено «розлучати що живуть у шлюбі згідно». Пізніше і односторонні вільні розлучення, ініційовані дружиною, стали сприйматися як норма. Плутарх приписує Ромулу регламентацію розлучення: дружині не дозволялося піти від чоловіка, а чоловікові дозволялось прогнати дружину, винну в отруєнні дітей, підробці ключів або перелюбі.
Зі зростанням корупції у середовищі чиновників збільшилася кількість розлучень і поширилася легковажність при вступі в шлюб. Так, імператор Тіберій зняв з посади квестора, бо він одружився з жінкою за день до розподілу місць (щоб отримати посаду, для якої необхідно бути одруженим), а наступного дня розлучився. Шлюби, які тривали довгий час, були рідкісні, що ставало приводом для сатири у римських філософів і поетів. Сенека пише, наприклад, що «жодна жінка не посоромиться розлучитися, тому що жінки з благородних і знатних родин вважають роки не за кількістю консулів, а за кількістю чоловіків. Вони розлучаються, щоб вступити в шлюб, і вступають в шлююб, щоб розлучитися», а Ювенал, що деякі жінки розлучаються, коли гілки, що прикрашали двері будинку молодого подружжя, ще не зів'яли.
Деякі тонкощі розлучень в Давньому Римі:
- Божевільна не могла дати розлучення своєму чоловікові ні сама, ні через попечителя, але її батько міг направити до її чоловіка «посланця». Отримати ж розлучення вона могла, бо «вважалася, що знаходиться на положенні тієї, з якою розлучаються без її відома».
- Вільновідпущена, що вступила в шлюб з хазяїном, також не мала права на розлучення, якщо чоловік хотів, щоб вона залишалася його дружиною.
- За розлученням мав стояти серйозний намір розійтися, тому «якщо дружина, зопалу послала на розвід, незабаром повернулася, то вважається, що розлучення і не було».
- Щоб розлучення було визнано дійсним, потрібна присутність семи дорослих римських громадян, серед яких не повинно бути вільновідпущених ініціатора розлучення (включаючи вільновідпущеників його батька, діда і т. д.).

## Новий шлюб
Вступ в новий шлюб проходив без особливих церемоній. Вдови і розведені жінки повинні були знову одружитися протягом 6 місяців (за законом Августа), пізніше — до 12 місяців за законом Папія Поппея. Якщо при вступі в другий шлюб не було розірвано перші заручини, то претор міг накласти на цього громадянина — лат. infamia, тобто громадянин втрачав свою честь.
У Римі класичного періоду жінка, яка була лише один раз у шлюбі, називалася лат. univira і була особливо пошанованою як свого роду ідеал шлюбу. Хоча розлучення і новий шлюб були досить частими явищами, розведені жінки не завжди віталися в суспільстві. На думку вчених, вдови, навпаки, не відчували такого роду громадського відчуження при вступі в новий шлюб. За традицією, що йде, на думку Овідія, ще від Ромула, вдова була зобов'язана дотримуватися траур протягом 10 місяців, що письменник пояснює 10 місяцями вагітності. Чоловіки не були зобов'язані зберігати траур по померлій дружині.

## Сексуальність і мораль
Чуттєва любов і сексуальне задоволення в римському шлюбі вважалася небажаними, і до цього подружжя не прагнули. З юридичної точки зору, близькість у шлюбі не була обов'язковою, її припинення і навіть життя нарізно не переривали протягом шлюбу з юридичної точки зору. Однак подружня любов, що доходить до самопожертви, прославлялася римськими моралістами.
Оскільки жінці приписувалася здатність впливати на чоловіків, зовнішня дистанція між подружжям, принаймні за часів республіки, була ознакою чоловічої стійкості і моральної чистоти. Наприклад, Катон Старший обіймав свою дружину тільки тоді, коли гримів грім, і виключив з сенату претора за те, що той у присутності дочки поцілував свою дружину. Плутарх пише, що чоловіки хотіли з повагою ставитися до дружин, а не як з куртизанками, тому «при світлі дня не вдаватися до плотських утіх». Чоловік повинен був швидше «стримувати» жіночу сексуальність.

### Зрада
Ще в анналах цензорів 154 року до н. е. Касія (лат. C. Cassius) і Мессали (лат. M. Messalla) і консула в 133 році до н. е. Луція Пізона (лат. Lucius Calpurnius Piso Frugi) написано, що цнотливість в Римі знищено. Горацій, наприклад, писав, що жіночої моралі в Римі не знайти, а Овідій — «цнотлива та, якою ніхто не домагався». Сенека молодший писав, що «здається, жінки мають чоловіків, щоб спокушати коханців», а Тацит вихваляє германців за те, що вони не спокушають і не дозволяють себе спокусити.
Жінок, які обвинувачувалися в порушенні цнотливості, якщо відсутній громадський обвинувач, за старою традицією повинні були судити родичі. Так, Катон Старший висловлює думку, що чоловік має право безкарно вбити дружину, якщо застане її, коли та зраджує йому, жінка ж не може навіть посміти торкнутися невірного чоловіка. Інші тексти говорять про право батька, але не чоловіка, убити перелюбниця та її коханця в своєму будинку або будинку зятя, чоловік таки мав право убити коханця дружини, але лише якщо той був актором або вільновідпущеником, і відразу розлучитися з дружиною.
За вказівкою імператора Веспасіана Сенат ухвалив, що жінки, які вступили в зв'язок з рабами, повинні вважатися рабинями. Неповнолітня наречена (до 12 років), «відведену в будинок» майбутнього чоловіка, за законом не відповідала за перелюб, зроблений до настання прав дружини. Лише після рескрипту Септимія Север і Каракалли відповідальність за перелюб поширилася на наречених, «тому що не дозволяється ображати ні якої б то не було шлюб, ні надію на шлюб».
За законом Августа всі сексуальні стосунки з одруженими жінками поза шлюбом (навіть якщо пара була заручена) і конкубінат порушували закон і каралися посиланням на острів, якщо доводилася зрада та інцест (відносини між родичами, не дозволені законом), то лат. deportatio — довічне вислання, також відбиралося майно і громадянські права. Однак, при цьому спільне проживання без доказів сексу не каралося. Зрада чоловіків з повіями, акторками та іншими порочними жінками (лат. probnosae) юридично не каралася.
Такі звичаї засуджували, наприклад, стоїки (Музон Руф (лат. Musonius Rufus), I століття н. е.), які викривали зраду незалежно від того, хто її вчинив, і виступали проти такої подвійної моралі римлян. Однак традиційно більшість жінок все ж сприймали поведінку чоловіків як належне, вважаючи, що чоловіки мають велику сексуальну свободу.

### Мораль і шлюб

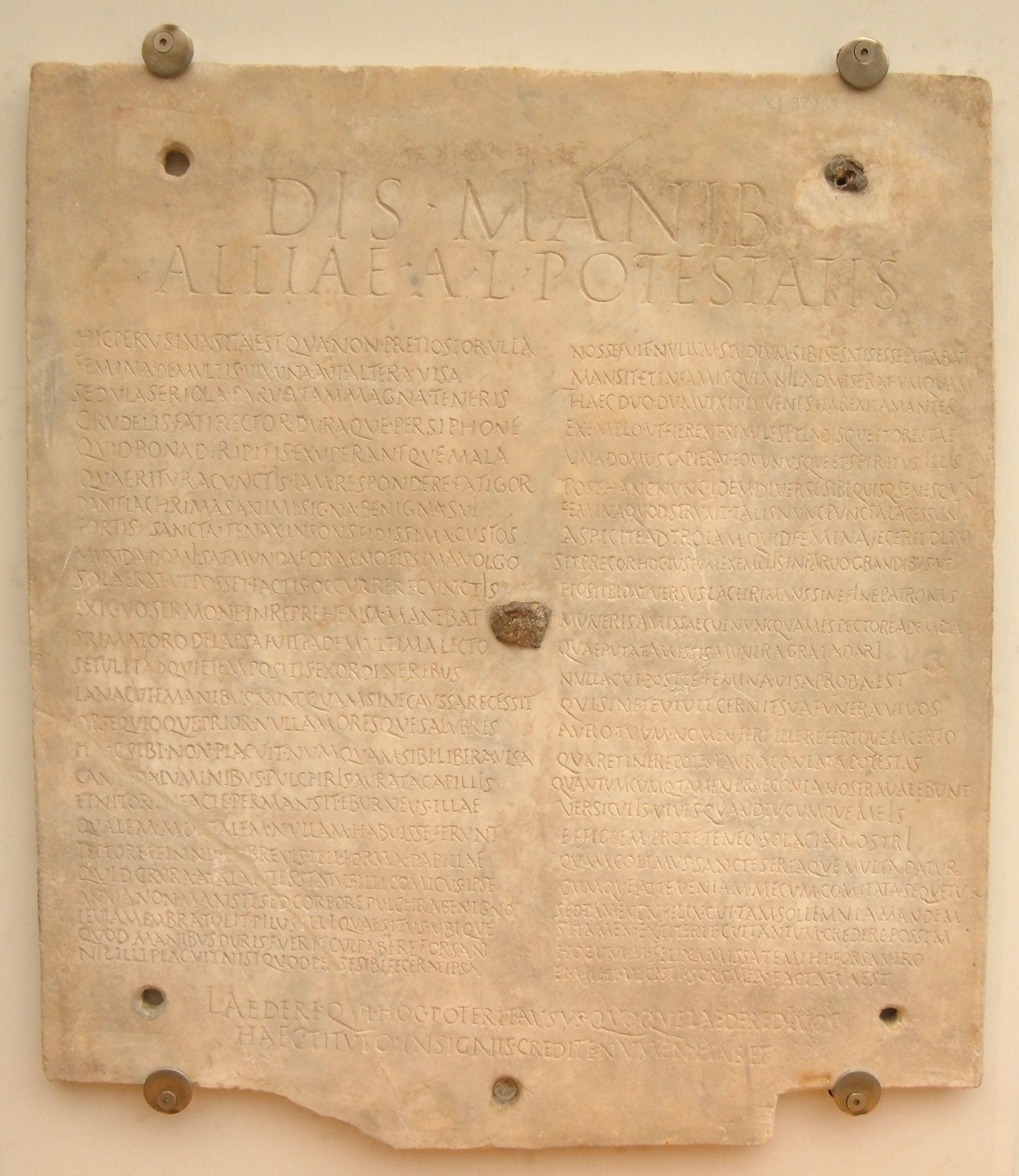
Найвідоміша епітафія для вільновідпущеної Аллії Потести (Рим) Вона згадується як "надійна господарка", "її небагатослівна розмова залишалась без докору", "пряжа ніколи не покидала її рук без поважної причини" та багато інших

Цицерон у одному з листів писав, що вважає життя неодружених найпрекраснішим на світі, а грецький філософ II століття Секунд (лат. Secundus) на своє ж запитання, що таке жінка, відповідав, що це «псування чоловіка, ненаситна тварина, оплот знищення, згубна гадюка». На думку вчених, більшість жінок все ж таки були порядними. Можливо, в очах критиків життя жінки, чия роль відрізнялася від традиційної, обмеженою будинком і дітьми, здавалася вже скандальною. Всі ж образи та історії жінок у творах римських письменників не вигадані, і деякі жінки своєю розпусту частково створили атмосферу інтриг і неспокою в суспільстві.
Римськими поетами і письменниками також вихвалявся ідеал толерантної жінки, котра не «заважала» любовним пригодам чоловіка. Видатний римський юрист Ульпіан Доміції вважав неправильним, що чоловік має право вимагати від дружини моральних чеснот, яким сам не відповідає. Так, ідеалом мужності вважалося самовладання, насправді ж насильство було частим в сім'ї.
Написи на гробницях і саркофагах повідомляють про дружин, які мали одного чоловіка, або про жінок, які залишалися вдовами, не вступали в шлюб вдруге, зберігаючи вірність першому чоловіку. Вірність була якістю, яку особливо прославляють написи. Від дружин також очікувалося, що вони будуть вести домашнє господарство і виконувати традиційні жіночі обов'язки, бути для чоловіка завжди на місці.
Під час принципату ідея про обмеження жіночих інстинктів змінилася поданням про можливість виховання дружини. Шлюб, таким чином, став виконувати і педагогічну функцію, тому також цінувалася дружина, яка не тільки підкорялася чоловікові, але й була здатна прийняти іншу «форму», тобто змінитися.
|  | Чесноти жінки | Ідеальна дружина | Гармонічний шлюб |
|  | - modesta — скромна - proba — чесна - frugalis — бережлива - obsequentissima — поступлива - pia — доброчесна - fidelissima — абсолютно вірна - casta — цнотлива - pudens — скромна - officiosa — послужлива | - univira — дружина одного чоловіка - domiseda — домувальниця - pulcherrima — найпрекрасніша - prudentissima — найрозумніша - rarissima — незвичайна - incomparabilis — непорівнянна | - sine querella — без сварок - concorditer — в гармонії - sine offensa — без образ - sine fraude — без обману - sine iracundia — без гніву |

## Римський шлюб в культурі

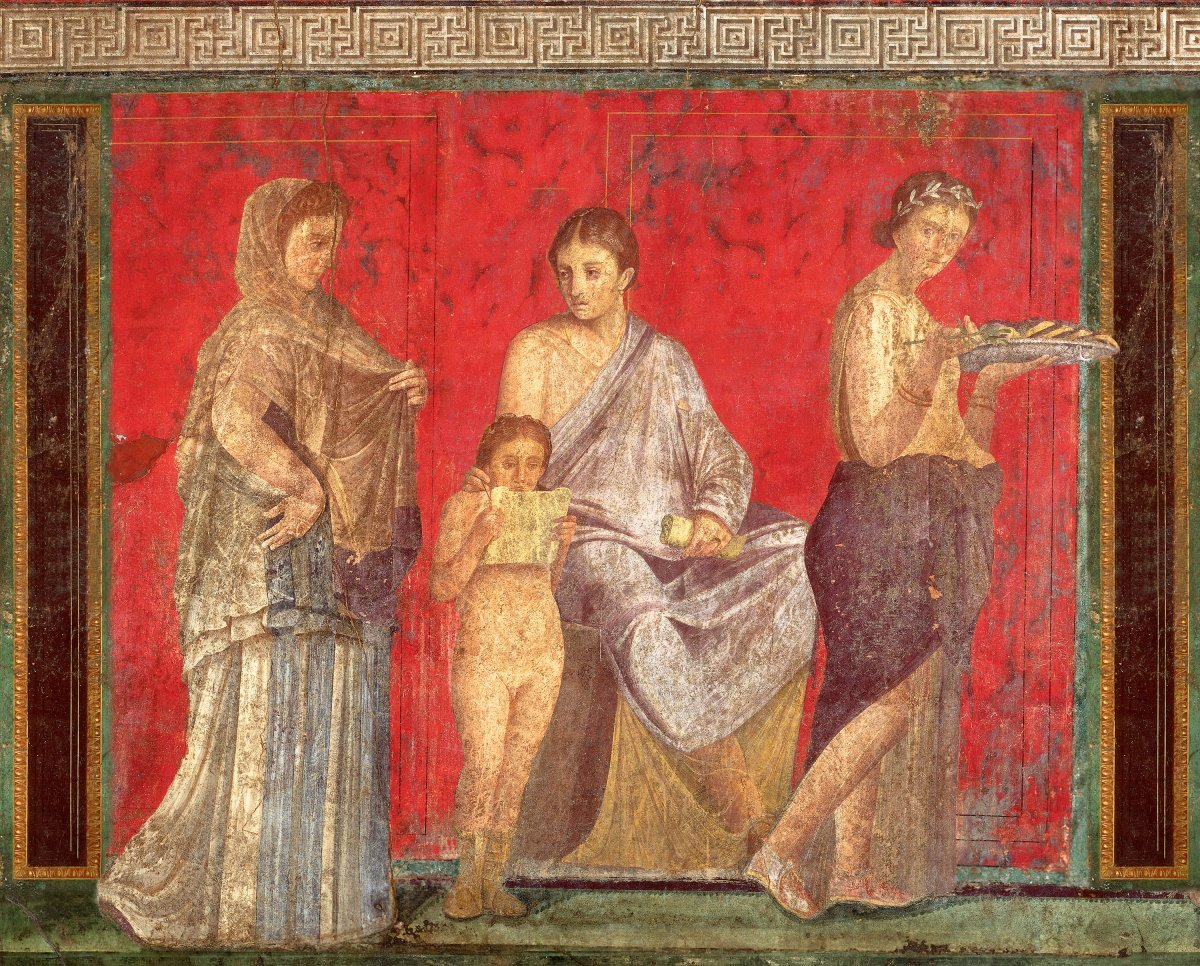
Фреска з вілли Містерій, Помпеї

Божества, покровителі шлюбу:
- Конкордія — богиня згоди й покровителька подружнього світу.
- Юнона — богиня шлюбу, сім'ї та материнства. Священним ім'ям Юнони на весіллях було Цінксія (лат. Cinxia), тому що спочатку ті, хто уклали шлюб були лат. cinguli — «підперезані». Інше прізвисько Юнони — УНКС (лат. Unxia) нагадує про те, що поріг будинку повинен виявитися змазаним, щоб запобігти проникненню злих сил, Афференда (лат. Dea Afferenda) стежила за приданим. Боги Юга лат. Dea Iuga [85] і Югатін лат. Deus Jugatinus [37]) — також імена Юнони, яка скріплювала шлюби.
- Бог Домідук (лат. Domiducus або лат. Interducus) приводив наречену до подружнього дому, Доміції допомагав їй зважитися увійти в цей будинок, Мантурна схиляла її залишитися там жити.
- Церера — стежила за правами дружин.

- Гіменей — у грецькій міфології божество шлюбу, також уособлення весільних пісень, який також шанувався в Стародавньому Римі. Так, збереглася фреска з Помпей, що зображає Гіменея струнким нагим юнаком у шафрано плащі, з смолоскипом в одній і вінком в іншій руці.
- Пікун і Пілумн (лат. Pilumnus et Picumnus) — у римській міфології брати, боги шлюбу і народження.

У мистецтві:
- Збереглися нечисленні фрагменти фресок із зображенням dextrarum junctio в римських колумбаріях.
- римські фрески, що прикрашали будинки, наприклад, у Римі — антична фреска «Весілля Альдобрандіні» (Ватиканська бібліотека), деякі вчені вважають фрески з вілли Містерій в Помпеях, також зображенням весільних обрядів. Значно більше збереглося фресок по грецькому зразку на тему весілля богів, наприклад, весільна процесія Посейдона й Амфітрити (Помпеї), весілля Гери і Зевса.

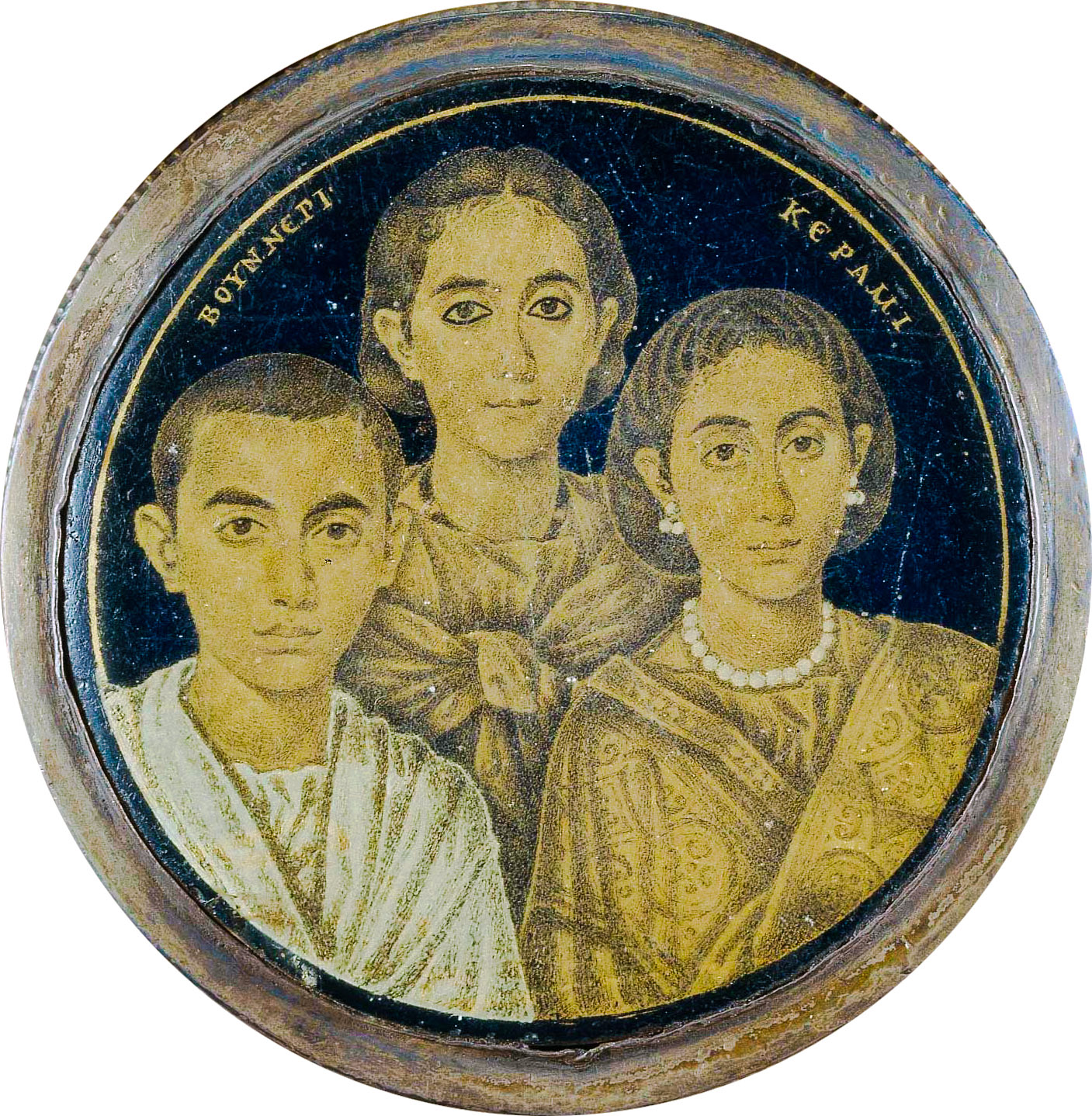
Аристократка із дітьми (можливо Галли Плацидія)

- Аристократка із дітьми (можливо Галли Плацидія)римські саркофаги, мармурові з зображенням весільних ритуалів, наприклад, весільного ходи, або де зображені наречений і наречена, що з'єднують праві руки, при цьому в лівій руці наречений тримає сувій (шлюбний договір). Часто за парою зображена дружка нареченої (іноді з рисами богині — покровительки шлюбу Юнони), яка з'єднує руки подружжя. Творів мистецтва, присвячених іншим весільним ритуалам римської весілля не збереглося.

У літературі:
- Збереглася «Весільна пісня» (вірш 62) Катулла, написана на кшталт грецьких епіталам, що являє собою поперемінний спів юнаків і дівчат перед настанням шлюбної ночі. Вірш 61 присвячений весіллі Юнії Аурункулеі і Манлія Торквато (лат. Junia Aurunculeia, Manlius Torquatus), в якому можна знайти підтвердження відомих давньоримських традицій вступу в шлюб: вибір дати весілля, наряд нареченої, обряд викрадання, проводи в будинок чоловіка.
- Одними з тем епіграм римського поета Марціала були любов, шлюб і розпуста.
- У своїх комедіях Плавт демонструє уявлення римлян про ідеальну жінку та про її залежне становище в сім'ї, малює портрети чесних і вірних дружин. Молоді жінки виступають носіями поглядів на шлюб як на союз, який не залежить від майнових умов: «Не за гроші віддавав ти нас, за особу ж …».
- У VI сатирі Ювенал описує слабкості і пороки сучасних йому жінок. Ювенал виступає проти шлюбу, описуючи жінок-блудниць, «спокусниць п'яних», спальні, «повні лайок», Рим, де панують «всі злочини і всіляка розпуста».
- Апулей в «Метаморфози, або Золотий осел» описує підготовку до весілля.

## Латинські джерела
- Гай. «Институции». Архів оригіналу за 7 липня 2013..(рос.)
- Авл Геллій. «Аттичні ночі». Архів оригіналу за 7 липня 2013.(лат.)(англ.)
- Діонісій Галікарнаський. «Римські старожитності» (англійською) . Архів оригіналу за 7 липня 2013.
- Тит Лівій. «История Рима от основания Города». Архів оригіналу за 7 липня 2013.
- Валерій Максім. «FACTORVM ET DICTORVM MEMORABILIVM» (лат.). Архів оригіналу за 7 липня 2013.
- Павло. «SENTENTIAE» (лат.). Архів оригіналу за 7 липня 2013.
- Пліній Молодший. Лист Юнію Маврику (1, 14). Архів оригіналу за 7 липня 2013. — Пліній описує «ідеального» нареченого, ідеальну дружину Кальпурнію (лист 4, 19, 2-5), стратегії наслідування (письмо 8, 10).
- Светоній. Жизнь двеннадцати царей. Книга 2. Божественный Август. Архів оригіналу за 20 серпня 2011. {{cite web}}: Недійсний |deadurl=404 (довідка) — брак и политические альянсы (62).
- Тацит. Анналы, книга 4. Архів оригіналу за 20 серпня 2011. {{cite web}}: Недійсний |deadurl=404 (довідка) — о насилии в браке (22,1).
- Секст Помпей Фест. О значении слов.[недоступне посилання з травня 2019]
- Цицерон. Философские трактаты. Об обязанностях. Книга I, 54. Архів оригіналу за 7 липня 2013. — о значении брака и семьи для общества.
- «Corpus iuris civilis» — сучасна назва зведенного римського цивільного права, складеного в 529–534 при візантійському імператорі Юстиніані. Відомий також під назвами «Зведення Юстиніана» або «Кодифікація Юстиніана».

В «Інституціях», посібнику для юристів початківців, розділи про шлюб: 1,9 — 1,10.
Дигесты. Архів оригіналу за 7 липня 2013. — 50 книг, складених із праць римських юристів. Книги про шлюб: XXIII–XXV.
«Кодекс Юстиніана». Розділи про шлюб: 5,1 — 5,27.
- Невідомий автор. Fragmenta Vaticana. De re uxoria ac dotibus. Архів оригіналу за 7 липня 2013..